# Good Luck Charlie
Good Luck Charlie és una comèdia de situació estatunidenca que explica la història de la família Duncan. La germana gran (Teddy) fa video diaris a la nouvinguda germana petita (Charlie) els quals sempre acaba amb la frase: Good Luck Charlie. És una família peculiar composta pel pare, Bob, la mare, Amy, el fill gran, PJ, la filla gran, Teddy, el fill mitjà, Gabe, la filla petita, Charlie, i el fill petit (nascut més tard de començar la serie), Toby.
Creada per Phil Baker i Drew Vaupen, que des de 2005 amb Suddenly Susan fins Sonny With a Chance han estat escrivint junts. La parella aspirava a crear un programa que cridés l'atenció de tota la família i no només dels nens. Inspirats per l'èxit de programes com ara Full House i George Lopez, amb audiències joves, Vaupen i Baker van girar cap a la creació de sitcom familiars. "Volíem fer un programa sobre una família, per tornar a les comèdies familiars i fer-ho sobre una família real, no bruixots, cap estrella pop, ningú té un programa de TV", va dir Vaupen. Referint-se a Wizards of Waverly Place, Hannah Montana, i Sonny With a Chance. El veterà escriptor i productor Dan Staley es va unir més tard al programa com a productor executiu. Gary Marsh va dir "per què la majoria de les cadenes de televisió van abandonar les comèdies tradicionals, Disney ha estat capaç d'aprofitar un munt d'experimentats talents darrere de les càmeres, incloent al productor executiu.

## Producció
El pilot va ser gravat al febrer de 2009 en els Sunset Bronson Studios (on Hannah Montana va ser gravada), i més tard, el mateix any la sèrie va ser acceptada. El programa es grava als Sunset Bronson Studios a Los Angeles, Califòrnia, i l'acció te lloc a Denver, Colorado. Cada episodi pren una setmana de lectura, assaig i gravació. Els dilluns, l'elenc llegeix el llibret a la taula de lectura. Els dimarts i dimecres, ells assagen devant dels productors i executors. Els dijous i divendres, la sèrie és gravada davant d'una audiència en viu. D'acord amb Mendler, ocasionalment "hi ha episodis molt grans per bregar amb una audiència en viu i són gravats sense audiència, però la majoria són en viu".

## Sinopsi
La sèrie se centra en la família Duncan, que encara s'estan ajustant al naixement de la seva quarta filla, Charlie Duncan (Mia Talerico). Quan els seus pares Amy (Leigh-Allyn Baker), una infermera, i Bob (Eric Allan Kramer), un exterminador, tornen a la feina, demanen als seus tres fills grans PJ (Jason Dolley), Teddy (Bridgit Mendler) i Gabe (Bradley Steven Perry) que ajudin a cuidar a la seva germana petita. Alhora, Teddy, PJ, i Gabe intenten fer front a l'escola i els típics problemes socials en les seves vides. Els esdeveniments de cada episodi solen ser per a un vídeo - diari que Teddy fa per la seva germana menor. Teddy espera que els vídeos li ofereixin consells útils a Charlie després que les dues hagin crescut i Teddy es mudi. També al final de cada vídeo, ella [ Teddy ] diu, " Bona sort, Charlie. "

## Personatges principals
| Imatge | Paper          | Actor/actriu         |
| ------ | -------------- | -------------------- |
|        | Teddy Duncan   | Bridgit Mendler      |
|        | Amy Duncan     | Leigh-Allyn Baker    |
|        | Gabe Duncan    | Bradley Steven Perry |
|        | Charlie Duncan | Mia Talerico         |
|        | Bob Duncan     | Eric Allan Kramer    |
|        | PJ Duncan      | Jason Dolley         |
|        | Toby Duncan    | Logan Moreau         |

## Personatges secundaris
| Paper                  | Actor/actriu        |
| ---------------------- | ------------------- |
| Raven Goodwin          | Ivy Renée Wentz     |
| Micah Stephen Williams | Emmett Williams     |
| Shane Harper           | Spencer Walsh       |
| Patricia Belcher       | Sra. Estelle Dabney |
| G. Hannelius           | Jo Keener           |
| Ellia English          | Mary Lou Wentz      |
| Skyler                 | Samantha Boscarino  |
| Lee Raymond            | Daniel Curtis       |

## Música
Llista de cançons relatives a Good Luck Charlie:
- "Hang in There Baby" – La cançó és el tema principal de la sèrie de televisió i va ser interpretada per Bridgit Mendler.
- "I'm Gonna Run to You" – La cançó va ser co-escrita i interpretada per Mendler i va aparèixer al telefilm, Good Luck Charlie, It's Christmas!. Va ser llançat a iTunes el 12 de novembre de 2011.
- "You're Something Beautiful" – La cançó va ser inclosa en l'episodi especial d'1 hora, "Special Delivery" i va ser interpretada per Mendler.